# Ян Гжибінський
Ян Гжибінський (пол. Jan Grzybiński, 1847, Загребелля — ?) — архітектор, залізничний інженер.
Народився 1847 року в селі Загребелля Тернопільського повіту (тепер у складі Тернополя). Навчався чотири роки в гімназії. У 1867—1872 роках закінчив львівську Технічну академію. Працював інженером на залізниці. Протягом 1878–1897 років член Політехнічного товариства у Львові. 9 червня 1900 року став уповноваженим архітектором. Проектував у Львові споруди у стилях модернізованого ренесансу і бароко. Здійснив реконструкцію будинку на вулиці Тершаковців, 6 (1894) і спроектував будинок на вулиці Шолом-Алейхема, 9 (1897). Дата і місце смерті невідомі.